# Goerodes kantoensis
Goerodes kantoensis är en nattsländeart som beskrevs av Ito 1994. Goerodes kantoensis ingår i släktet Goerodes och familjen kantrörsnattsländor. Inga underarter finns listade i Catalogue of Life.